# غابرييل سالغيرو
غابرييل سالغيرو (بالإسبانية: Gabriel Salguero)‏ هو لاعب كرة قدم أرجنتيني في مركز الدفاع، ولد في 19 أغسطس 1985 في الأرجنتين. لعب مع ديفينسوريس دي بيلغرانو.